# Calliscelio carinatus
Calliscelio carinatus är en stekelart som beskrevs av T.C. Narendran och Ramesh Babu 1999. Calliscelio carinatus ingår i släktet Calliscelio och familjen Scelionidae. Inga underarter finns listade.